# Джеймс Бриджес, Перший герцог Шандо

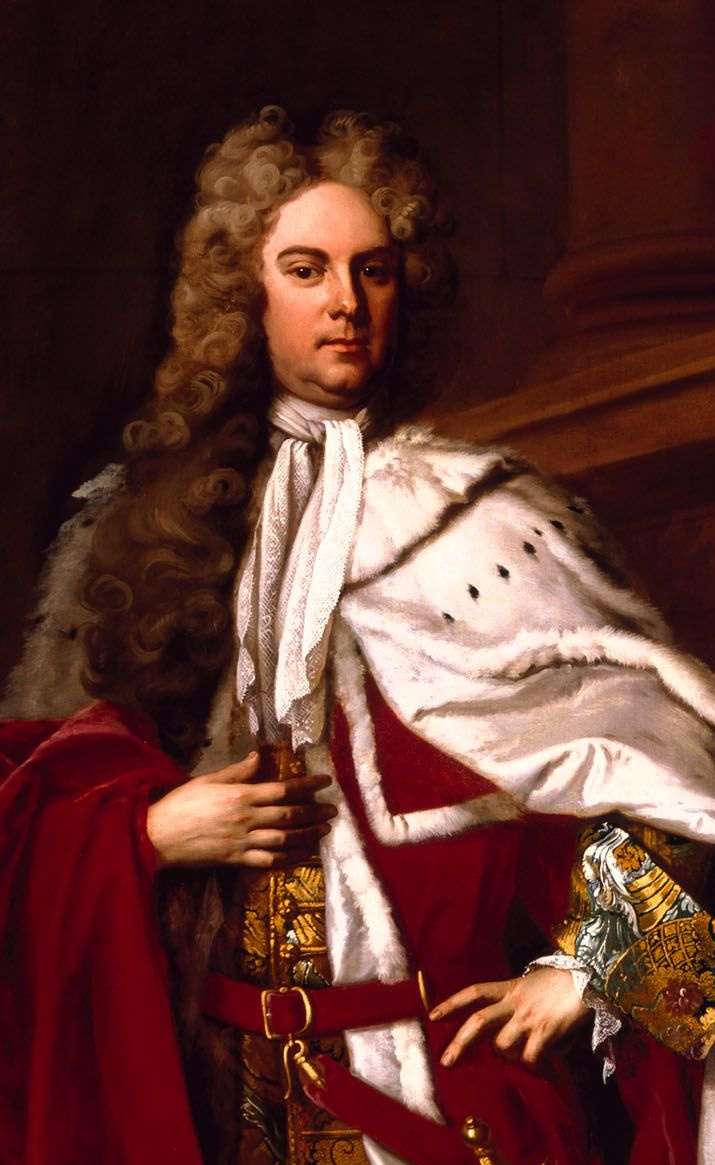
Фрагмент портрету Джеймса Бриджеса. Робота Майкла Даля.

Джеймс Бриджес, перший герцог Шандо (англ. James Brydges, 1st Duke of Chandos; 6 січня 1673 — 9 серпня 1744) — перший з чотирнадцяти дітей сера Джеймса Бриджеса, 3-й баронет замку Уілтон, шериф Херефордширу, 8-й барон Шандо, і Елізабет Барнард. Через три дні після смерті батька, 16 жовтня 1714, коли він став дев'ятим Бароном Шандо, він створив 1-й віконт Уілтон і перший граф Карнарвон, та став першим герцогом Шандо і першим маркізом Карнарвон в 1719 році. Він був членом парламенту від Херефорду від 1698 до 1714 роки.